# Liste der Monuments historiques in Selongey
Die Liste der Monuments historiques in Selongey führt die Monuments historiques in der französischen Gemeinde Selongey auf.

## Liste der Immobilien
| Bezeichnung                      | Beschreibung           | Standort                 | Kennzeichnung | Schutzstatus | Datum | Bild           |
| -------------------------------- | ---------------------- | ------------------------ | ------------- | ------------ | ----- | -------------- |
| Kapelle Ste-Gertrude             | 1530 erbaut            | östlich des Ortes (Lage) | PA00112663    | Inscrit      | 1970  |                |
| Villa rustica von Les Tuillières | gallo-römisch          | östlich des Ortes (Lage) | PA00112754    | Inscrit      | 1989  |                |
| Kirche St-Rémi                   | ab dem 13. Jahrhundert | Rue de l’Église (Lage)   | PA00112664    | Classé       | 1908  | weitere Bilder |

## Liste der Objekte
| Bezeichnung                            | Beschreibung                                                                                                 | Standort                           | Kennzeichnung | Schutzstatus | Datum | Bild |
| -------------------------------------- | --- | ---------------------------------- | ------------- | ------------ | ----- | ---- |
| Skulptur eines Abtes                   | Kalkstein, farbig gefasst, 16. Jahrhundert                                                                   | in der Kirche St-Rémi (Lage)       | PM21002187    | Classé       | 1908  |      |
| Skulptur Madonna mit Kind              | Holz, farbig gefasst und vergoldet, 15. Jahrhundert                                                          | in der Kirche St-Rémi (Lage)       | PM21002188    | Classé       | 1913  |      |
| Weihwasserbecken                       | Gusseisen, 16. Jahrhundert                                                                                   | in der Kirche St-Rémi (Lage)       | PM21002189    | Classé       | 1913  |      |
| Retabel mit neun Skulpturen            | Holz, vergoldet, erste Hälfte des 17. Jahrhunderts; aus der Kapelle Ste-Anne                                 | in der Kirche St-Rémi (Lage)       | PM21002193    | Classé       | 1965  |      |
| Gemälde Kreuzabnahme                   | Ölfarbe auf Holz, 17. Jahrhundert                                                                            | in der Kirche St-Rémi (Lage)       | PM21002194    | Classé       | 1965  |      |
| Gemälde Anbetung der Könige            | verso: Taufe Chlodwigs; Ölfarbe auf Holz, um 1600, aus der Werkstatt von Nicolas de Hoey                     | in der Kirche St-Rémi (Lage)       | PM21002195    | Classé       | 1978  |      |
| Gemälde Anbetung der Hirten            | verso: Bischofsweihe des heiligen Remigius; Ölfarbe auf Holz, um 1600, aus der Werkstatt von Nicolas de Hoey | in der Kirche St-Rémi (Lage)       | PM21002196    | Classé       | 1978  |      |
| Retabel und Skulptur Heilige Gertrudis | Holz, farbig gefasst und vergoldet, 17. Jahrhundert                                                          | in der Kapelle Ste-Gertrude (Lage) | PM21002197    | Classé       | 1971  |      |
| Truhe                                  | Holz, Schmiedeeisen, Ende des 14. Jahrhunderts                                                               | in der Mairie (Lage)               | PM21003056    | Classé       | 2003  |      |
| Skulptur Christus in der Rast          | mit Sockel; Stein, 16. Jahrhundert                                                                           | Route de Boussenois (Lage)         | PM21005167    | Inscrit      | 2017  |      |
| Schranktür                             | Holz, bemalt, Schmiedeeisen, 13. Jahrhundert                                                                 | in der Kirche St-Rémi (Lage)       | PM21002190    | Classé       | 1919  |      |
| Grabstein                              | Kalkstein, zweite Hälfte des 16. Jahrhunderts                                                                | in der Kirche St-Rémi (Lage)       | PM21002191    | Classé       | 1919  |      |
| Gedenkinschrift an Messstiftungen      | Marmor, 16. Jahrhundert                                                                                      | in der Kirche St-Rémi (Lage)       | PM21002192    | Classé       | 1919  |      |